# KN Волопаса
KN Волопаса (лат. KN Boötis) — двойная звезда в созвездии Волопаса на расстоянии (вычисленном из значения параллакса) приблизительно 11196 световых лет (около 3433 парсеков) от Солнца. Видимая звёздная величина звезды — от +15,12m до +15,1m.

## Характеристики
Первый компонент — бело-голубой очень быстро пульсирующий горячий субкарлик, переменная звезда типа V361 Гидры (RPHS)* спектрального класса sDB. Эффективная температура — около 33300 K.
Второй компонент — жёлтая звезда спектрального класса G5.